# Cal Galitó (Castellnou de Seana)
Cal Galitó és un monument del municipi de Castellnou de Seana (Pla d'Urgell) inclòs en l'Inventari del Patrimoni Arquitectònic de Catalunya.

## Descripció
Edifici aïllat de tres plantes i està vorejat per un jardí. La planta baixa és l'única que té un cert interès per la decoració de les portes i finestres, pel que fa a la resta de l'edifici res d'important: construccions senzilles i sense cap interès des del nostre punt de vista. A planta baixa, la porta i les finestres, en conjunt de dos, estan decorades per marcs de pedra treballada i les finestres estan emmarcades en columnes fines amb base quadrada i capitells, que sostenen un arca damunt de cada una de les obertures.

## Història
Construïda l'any 1925 pel sr. Galitó com a segona residència. L'estil, poc comú en aquesta zona, és degut a la seva estada a diferents parts d'Amèrica, d'on s'inspirà.